# Hafen Treptow

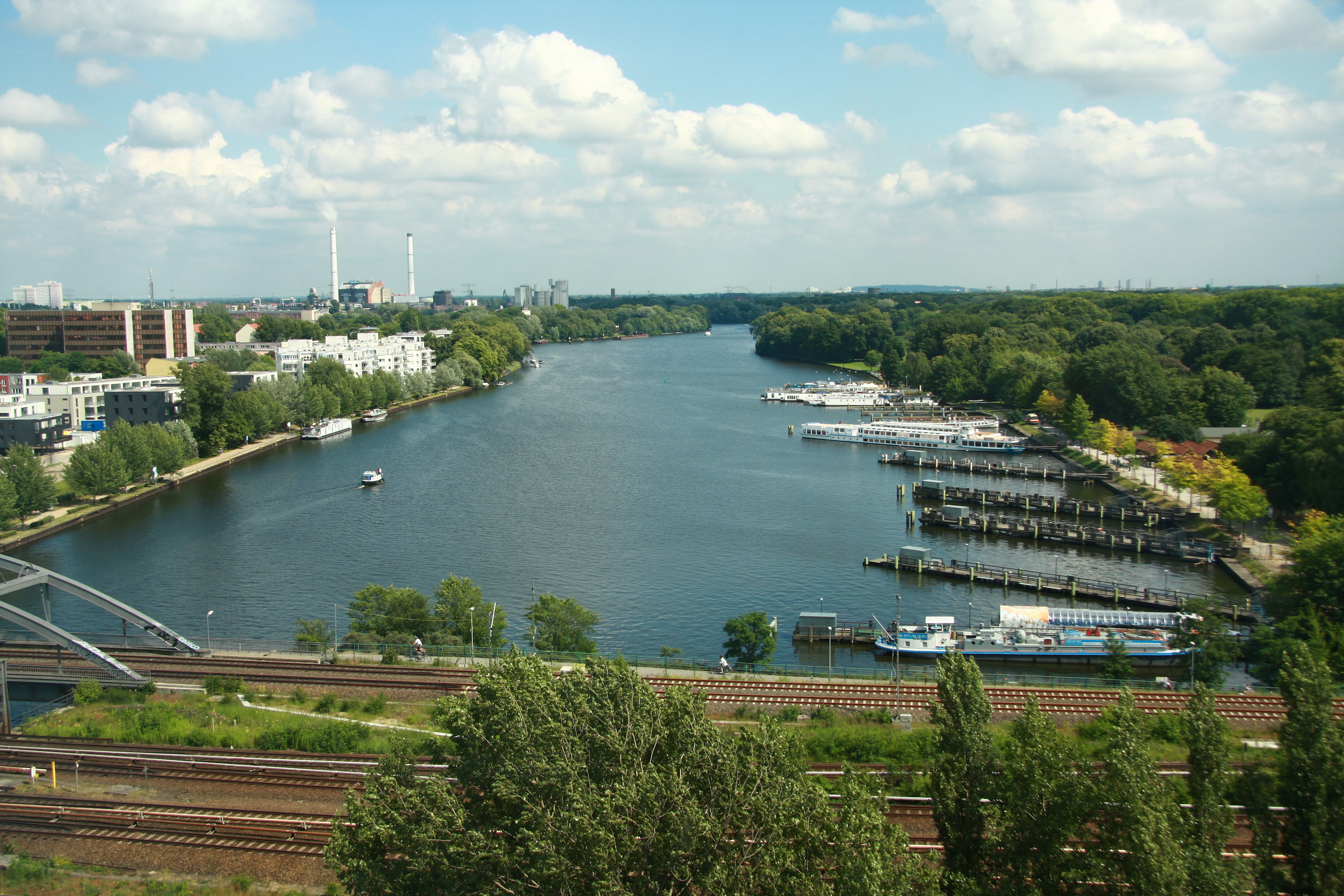
Hafen Treptow (2009)

Der Hafen Treptow ist ein Binnenhafen am Südufer der Spree im Ortsteil Alt-Treptow des Berliner Bezirks Treptow-Köpenick.

## Lage
Der Hafen liegt am Rande des Treptower Parks unweit des S-Bahnhofs Treptower Park unterhalb der Elsenbrücke.

## Geschichte

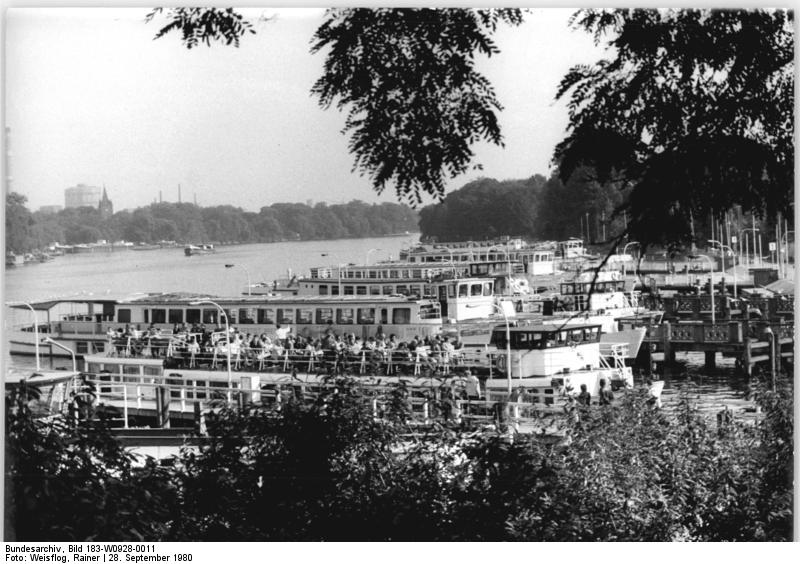
Hafen Treptow (1980)

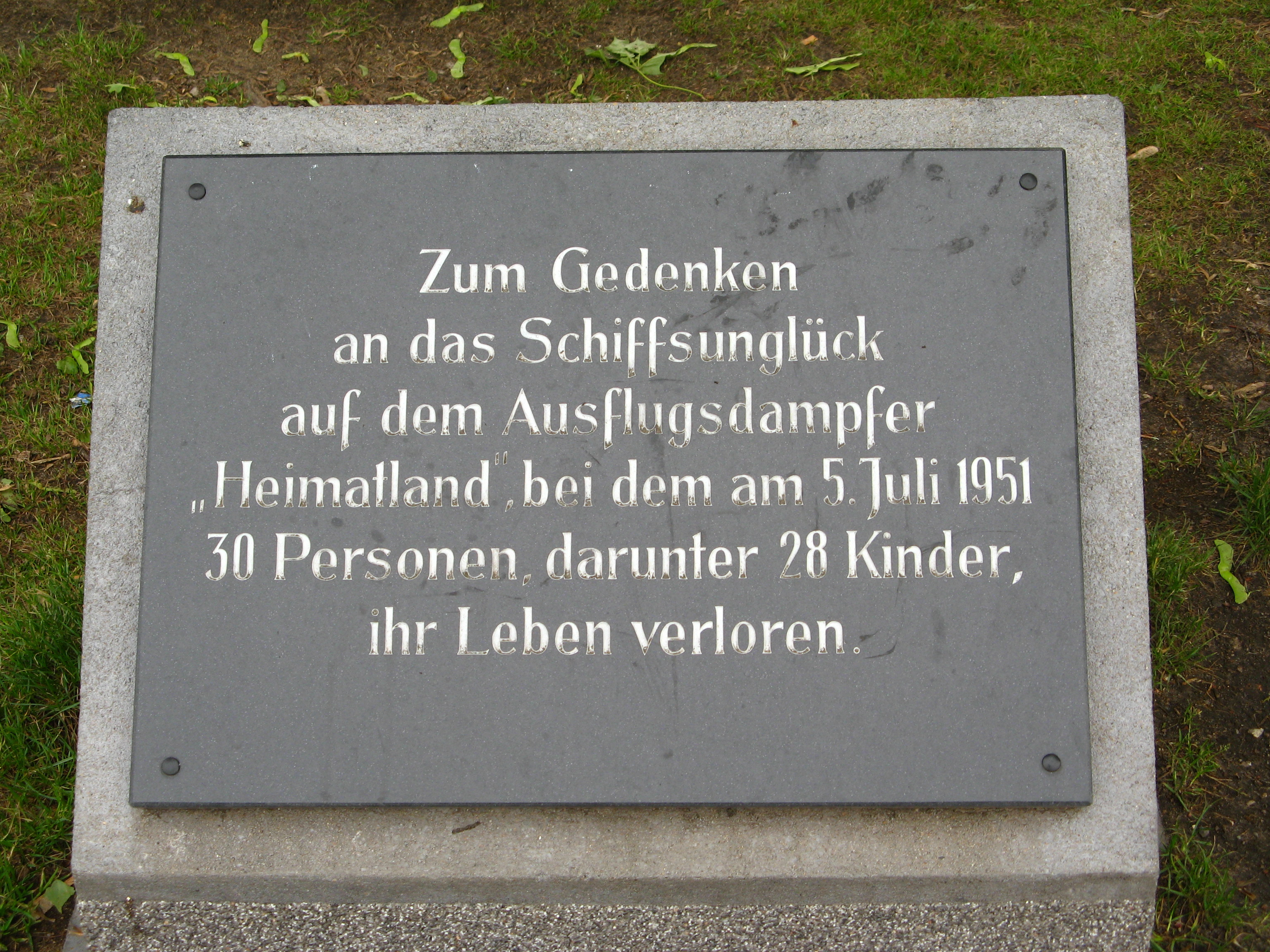
Gedenkstein für das Schiffsunglück 1951

Der Bootshafen wurde 1954 zum Wasserbahnhof Treptow ausgebaut und trug diese Bezeichnung bis etwa 1960. Er diente als Heimathafen und Hauptanlegestelle der Weißen Flotte Berlin. Hier begannen die Fahrten des Ausflugsverkehrs spreeaufwärts in die südöstlichen Teile Ost-Berlins und die weitere Umgebung der Stadt. Nach der Wiedervereinigung Berlins wurden 1990 auch Fahrten spreeabwärts in Richtung Berliner City aufgenommen.
Die Weiße Flotte war in der DDR Teil des Kombinats Berliner Verkehrsbetriebe. Im Jahr 1992 fusionierte sie mit der West-Berliner Stern und Kreisschiffahrt. Das Schifffahrtsunternehmen hat seinen Sitz im Hafen Treptow.
Im Hafenbereich ereignete sich am 5. Juli 1951 das schwerste Unglück der Berliner Fahrgastschifffahrt und der Binnenschifffahrt der DDR: Aufgrund eines technischen Defekts geriet das vollbesetzte Motorschiff Heimatland in Brand. In den Flammen starben 127 Kinder und deren Betreuer.
Heute fungiert der Hafen als Liegeplatz der Stern- und Kreisschiffahrt GmbH, die hier auch ihren Sitz hat.